# David und Lisa
David und Lisa ist ein US-amerikanisches Filmdrama aus dem Jahre 1962. Das Drehbuch des Films, basierend auf dem Roman Lisa and David des Psychiaters und Schriftstellers Theodore Isaac Rubin, wurde von Eleanor Perry, der Ehefrau des Regisseurs Frank Perry, verfasst.

## Handlung
David Clemens ist ein von Berührungsängsten geplagter Jugendlicher. Seine überforderte Mutter bringt ihn in einem Heim für emotional gestörte Jugendliche unter. Doch David kommt weder mit den anderen Insassen noch mit dem Psychiater Dr. Swinford zurecht. Nur die 15-jährige Lisa erweckt sein Interesse. Lisa leidet an Schizophrenie. Als Lisa spricht sie ausschließlich in Reimen, während sie als „Muriel“ stumm ist.
Die Beziehung der beiden zueinander wird stärker. Nun kann David auch mit Dr. Swinford sprechen. Doch seine Mutter ist mit dem Fortschritt des Heimes nicht zufrieden und bringt ihn wieder nach Hause. Bei einem Klavierspiel seines Mitschülers Simon geraten David und Lisa in Streit. Lisa rennt davon und wird die ganze Nacht gesucht. David findet sie in einem nahen Museum. Lisa reimt nicht mehr. David lässt sich von Lisa berühren. Sich bei den Händen haltend verlassen die beiden das Museum.

## Hintergrund
Uraufgeführt wurde der Film am 26. Dezember 1962 in New York. In Deutschland erschien er am 11. August 1964 in den Kinos.
Der Debütfilm Frank Perrys wurde in Pennsylvania gedreht und hatte ein Budget von unter 200.000 US-Dollar.
Der Fernsehsender ABC produzierte 1998 ein TV-Remake mit Lukas Haas und Brittany Murphy in den Titelrollen sowie Sidney Poitier in der Rolle des Psychiaters.

## Kritiken
Das Lexikon des internationalen Films über den Film: „Ein feinfühlig inszeniertes Drama mit beachtlichen künstlerischen wie ethischen Qualitäten.“
Die Variety kommentiert, dass Taktgefühl, Geschmack, Einsicht und Aufrichtigkeit den Film zu einem der prägnantesten und authentischsten seiner Art mache. Er sei erfreulicherweise frei von Fachjargon und pseudo-psychologischer Dramatik.
Bosley Crothers von der New York Times hält die sonderbare Romanze für unbeholfen aber mutig gespielt. Allerdings sei das Thema psychische Erkrankung ein Hemmschuh für den Film.

## Auszeichnungen
Der Film wurde für mehrere Preise nominiert, von denen er auch einige gewinnen konnte. Neben einem Sonder-Golden Laurel als Sleeper of the Year wurden Keir Dullea und Janet Margolin auf dem Filmfestival von San Francisco mit dem Golden Gate Award ausgezeichnet. Bei den Internationalen Filmfestspielen von Venedig wurde Frank Perry für sein Regiedebüt geehrt. Zudem wurde der Film für den Goldenen Löwen nominiert. 1963 wurde Keir Dullea zudem mit dem Golden Globe als Bester Nachwuchsdarsteller ausgezeichnet. Janet Margolin bekam in der Rubrik Beste Nachwuchsdarstellerin eine Nominierung.
Bei der Oscarverleihung 1963 wurden Frank Perry in der Kategorie Beste Regie und Eleanor Perry in der Kategorie Bestes adaptiertes Drehbuch nominiert. Weitere Nominierungen erhielt der Film bei der Verleihung des British Film Academy Award in den Kategorien Bester Film, Bester ausländischer Darsteller (Howard Da Silva) sowie Beste Nachwuchsleistung (Keir Dullea und Janet Margolin).